# Rockwool Fonden
Rockwool Fonden er en selvejende og selvfinansieret fond, der blev stiftet i december 1981 af ejerne af Rockwool International. I dag ejer fonden ca. 23 % af aktiekapitalen i virksomheden og fondens egenkapital består primært af denne aktiebeholdning.
Fondens formål er at støtte videnskabelige, humanitære, kunstneriske eller sociale formål samt at bidrage til forbedring af miljø og samfundsudvikling.
Fonden støtter bl.a. forskning der kan fremme bæredygtigt byggeri.
Rockwool Fonden er siden 2007 ledet af direktør Elin Schmidt.